# Nintoku
Keizer Nintoku (仁徳天皇, Nintoku-tennō, 257 - 7 februari 399) is de zestiende keizer van Japan, volgens de traditionele opvolgingsvolgorde.
Er kunnen geen vaste data worden toegekend aan deze keizer zijn leven of regering. Nintoku wordt gedacht het land te hebben geregeerd gedurende de late vierde eeuw en vroege vijfde eeuw, maar er is een schaarste aan informatie over hem. Er is onvoldoende materiaal beschikbaar voor verdere verificatie en studie. Volgens de Kojiki en de Nihonshoki was de regering van deze keizer welvarend en stelde hij het volk voor drie jaar vrij van corvee.
Volgens de Nihonshoki was hij de vierde zoon van keizer Ōjin en de vader van de keizers Richū, Hanzei en Ingyō. Deze bron vermeldt eveneens dat Nintoku heerste van 313 tot 399 maar modern onderzoek suggereert dat deze data waarschijnlijk inaccuraat zijn.

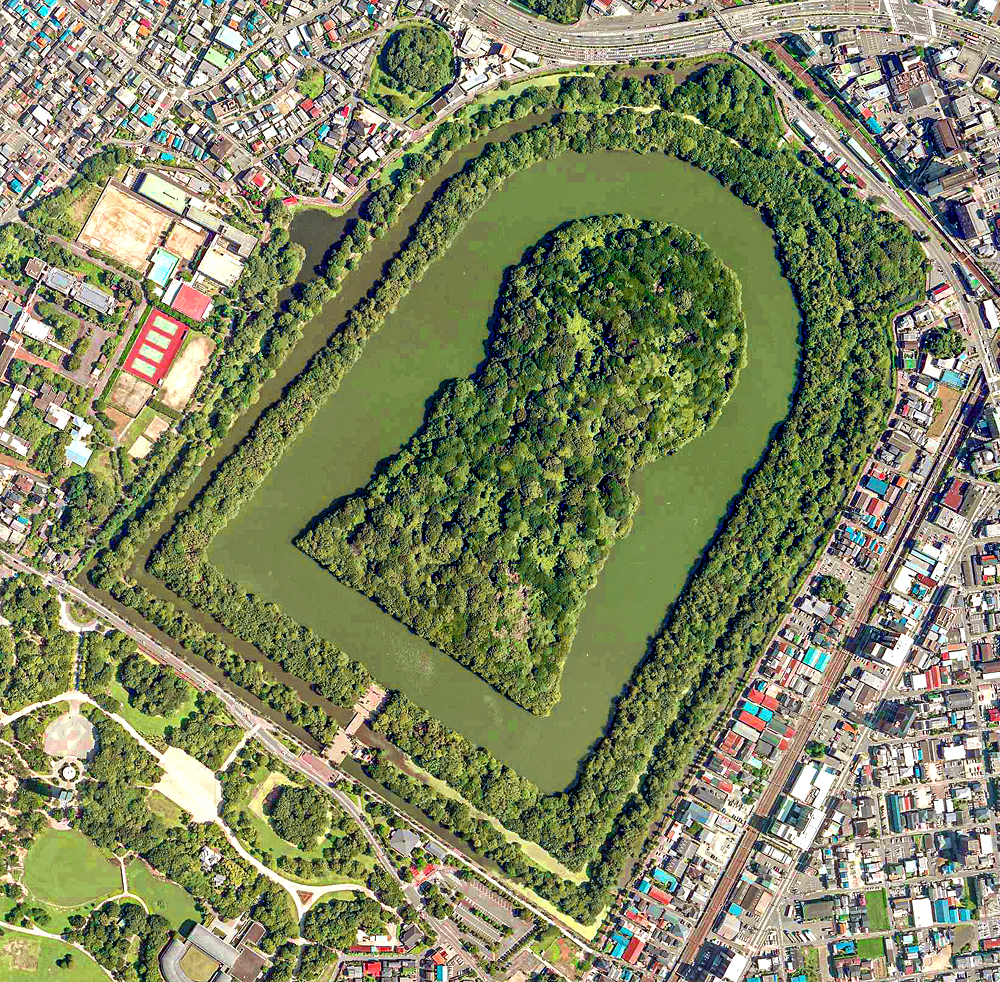
Daisen-Kofun, de tombe van keizer Nintoku in Osaka.

Zijn in de Nihonshoki vermelde verwezenlijkingen zijn:
- de bouw van een afwateringskanaal genaamd Naniwa no horie om een overstroming in de Kawachivlaktes te voorkomen en voor cultivering. Men meent dat dit Japans eerste grootschalig ingenieurswerk was.
- de stichting van een "thorn field estate" onder de directe controle van het keizerlijke hof (まむたのみやけ)
- de constructie van een Yokono bank (horizontaal perceel, Ikuno-ku, Osaka-shi).

Daisen-Kofun (de grootste tombe in Japan) in Sakai (Osaka) wordt gedacht zijn graftombe te zijn. De keizerlijke tombe van Nintoku's gemalin, Iwa-no hime no Mikoto, wordt gezegd zich te bevinden in Saki-cho, Nara. Beide kofun-type keizerlijke tombes worden gekenmerkt door een sleutelgatvormig eiland dat zich bevindt in een breed, met water gevulde gracht.